# Orbán Balázs (politikus)
Orbán Balázs András (Budapest, 1986. február 13. –) magyar jogász, politológus, okleveles kodifikátor, egyetemi oktató, 2018–2022 között a Miniszterelnökség parlamenti és stratégiai államtitkára, miniszterhelyettes, 2021-óta a miniszterelnök politikai igazgatója, 2022-től országgyűlési képviselő. A 2025-ös Befolyás-barométer szerint Magyarország 21. legbefolyásosabb személye.

## Tanulmányai
1998-tól a budapesti ELTE Apáczai Csere János Gyakorló Gimnázium és Kollégium tanulója, ahol 2004-ben érettségizett. 2004–2009 között az Eötvös Loránd Tudományegyetem Állam- és Jogtudományi Kar jogászszakos hallgatója volt, ahol summa cum laude minősítéssel diplomázott. 2007–2011 között ugyanitt politológusként végzett. 2009–2012 között az Eötvös Loránd Tudományegyetem Állam- és Jogtudományi Kar Doktori Iskolájában abszolutóriumot, 2025-ben summa cum laude PhD fokozatot szerzett. 2013–2014 között a Pázmány Péter Katolikus Egyetem Jog- és Államtudományi Kar hallgatója volt, ahol okleveles kodifikátorként végzett.
2009-ben anyakönyvi szakvizsgát, 2010-ben közigazgatási versenyvizsgát tett a Közép-magyarországi Regionális Államigazgatási Hivatalnál, 2011-ben a Nemzeti Közigazgatási Intézetnél közigazgatási, 2014-ben a Közigazgatási és Igazságügyi Minisztériumnál jogi szakvizsgát tett.
Angolul felsőfokon, németül középfokon beszél.

## Szakmai pályafutása
Diplomája megszerzését követően 2009 és 2012 között az igazságügyért felelős minisztériumban jogi szakreferensként először hatósági ügyekkel foglalkozott, majd kodifikációs jogalkotási, törvényelőkészítő feladatokat látott el.

### Oktatói pályafutása
Az egyetem elvégzése óta oktatott különböző egyetemeken és szakkollégiumokban, 2015-től szüneteltetéséig tanársegéd a Nemzeti Közszolgálati Egyetemen és a Mathias Corvinus Collegium oktatója, 2020-tól annak kuratóriumi elnöke.

### Kutatói pályafutása
2012-ben közigazgatási karrierjét maga mögött hagyva a Századvég Alapítvány konzervatív think tanknél kezdett dolgozni, ahol 2013-ig előbb szabályozási szakértő volt, 2013-tól pedig az alapítvány kutatási igazgatója lett, ahol az alapítványnál folyó közjogi és közpolitikai kutatásokat irányította és koordinálta 2018-ig. Kutatási igazgatóként az országos média közéleti műsorainak visszatérő szakértő vendége volt, rendszeresen írt különböző napi- és hetilapoknak. 2016 és 2018 között a Századvég Alapítvány kuratóriumi tagja is volt.
A Századvég és a Mathias Corvinus Collegium 2015-ben közösen alapította meg a Migrációkutató Intézetet, amelynek első igazgatója lett. A posztot államtitkári kinevezéséig, 2018-ig töltötte be.

### Politikai pályafutása
2018. május 22-étől 2022. május 24-éig a Miniszterelnökség miniszterhelyettese, parlamenti és stratégiai államtitkára. A tárca parlamenti képviseletén túl a kormányzati stratégiák kidolgozásának támogatása a feladata, valamint a különböző hazai és külföldi kutatóintézetek legfontosabb tudományos eredményeinek bevonása a kormányzati stratégia- és jogszabályalkotás folyamatába.
2018-től a Nemzeti Közszolgálati Egyetem Tanácsadó Testületének elnöke, ezáltal ő felel az egyetem fejlesztéséért és modernizációjáért is.
2021. augusztus 23-ától Orbán Viktor mellett politikai igazgató, feladata, hogy politikai, közpolitikai, társadalom- és gazdaságpolitikai, illetve egyéb kérdésekben tanácsaival segítse a miniszterelnök tevékenységét és döntéseinek előkészítését, valamint koordinálja a miniszterelnöki főtanácsadók munkáját.
Az ötödik Orbán-kormányban is folytatta tevékenységét mint a miniszterelnök politikai igazgatója. Portfólióját tekintve a pozíció a korábbinál szélesebb feladatkört jelent, általános politikai, külpolitikai és közpolitikai, valamint társadalom-, gazdaság- és egyéb szakpolitikai kérdésekben is segíti a miniszterelnök és a kormány tevékenységét, döntéseinek előkészítését. Többek között háttéranyagok és stratégiák elkészítéséért, a miniszterelnök nemzetközi tevékenységének koordinálásáért felelős, továbbá a miniszterelnöki biztosok, megbízottak és főtanácsadók munkáját koordinálja.
2023. április 25-én felügyelete alá került a Magyar Külügyi Intézet, a magyar külpolitikai stratégiai döntéshozatal támogatását célzó kutatóintézet és agytröszt.
A 2023-as tihanyi Tranzit fesztiválon úgy magyarázta Magyarország különutasságát, hogy „(…) annak kéne lennie az európai stratégiának, amit Magyarország képvisel, viszont ha Európa is ezt képviselné, akkor nekünk [magyaroknak] mást kéne kitalálnunk, mert akkor nem lenne megkülönböztető jellegünk”.

## Magánélete
Nős, két gyermek édesapja.

## Konfliktusok személye körül
A Mandiner Stratégiai részleg című műsorának 2024. szeptember 25-én megjelent adásában az orosz-ukrán háború és az 1956-os forradalom kapcsán arról beszélt, hogy Magyarország Ukrajnával ellentétben nem védekezett volna egy orosz katonai agresszióval szemben: „Pont 56-ból kiindulva mi valószínűleg nem csináltuk volna azt, amit Zelenszkij elnök csinált 2,5 évvel ezelőtt, mert felelőtlenség, mert látszik, hogy belevitte egy háborús védekezésbe az országát, ennyi ember halt meg, ennyi területet vesztett, mondom még egyszer, az ő joguk, szuverén döntésük, megtehették, de ha minket megkérdeztek volna, akkor mi nem tanácsoltuk volna, azért, mert 56-ban az lett, ami lett. Mert megtanultuk, hogy itt óvatosnak kell lenni, és óvatosan kell bánni a nagyon értékes magyar életekkel. Azokat nem lehet csak úgy odadobni mások elé.” Szeptember 26-án Török Gábor politológus az év legnagyobb politikusi hibájának nevezte a miniszterelnök politikai igazgatójának kijelentéseit, az ellenzéki pártok vezetői elítélték Orbán mondatait, Magyar Péter pedig lemondásra szólította fel Orbán Balázst. Romsics Ignác akadémikus szerint azonban egyszerűen csak rosszul fogalmazott.
Orbán Kukorelli István témavezetésével megírt doktori disszertációjának 2024. december 3-ai védése kiemelt közérdeklődés mellett zajlott. A diskurzust kiváltó Polyák Gábor véleménye szerint a kormánytól függő helyzetben lévő alulfinanszírozott ELTE nem adhatná a nevét Orbán védéséhez annak politikai szerepvállalása okán. Az egyetem közleményben határolódott el a tudomány nem szakmai alapú minősítésétől, illetve számos szakember hangsúlyozta a tudományos szabadság fontosságát és a politikai megkülönböztetés elfogadhatatlanságát, így például Hack Péter és Vizi E. Szilveszter. Orbán maga politikai alapú diszkriminációnak nevezte a kritikát. Míg Rácz András, a Corvinus mesteroktatója arról írt, hogy „A szabad mandátum és a nemzeti szuverenitás alkotmányjogi összefüggései” című disszertációban legalább kilenc oldalnyi szó szerinti, vagy átfogalmazott átvétel szerepel hivatkozás nélkül saját, társszerzővel írt korábbi tanulmányból, és ezért az ilyen szintű plágium doktori szinten teljesen elfogadhatatlan, addig többen rámutattak, hogy Orbán az ELTE ÁJK-n bevett gyakorlatnak megfelelően hivatkozott az érintett szövegrészekben. Maga Orbán úgy nyilatkozott, hogy az érintett szövegrészeket egyeztette témavezetőjével és annak tudtával hivatkozott a szövegre a disszertációjában, illetve cáfolta, hogy a dolgozatot és a tézisfüzetet nem ő írta volna. Unger Anna, a disszertáció egyik opponense és az Orbán-kormány kritikusa a védést követően azt nyilatkozta, hogy politikai alapú nyomásgyakorlás érte, továbbá kiemelte, hogy aktív törekvést tapasztalt annak érdekében, hogy a védést ellehetetlenítsék.

## Szerzői munkássága
Tudományos és közéleti írásai folyamatosan jelennek meg magyar és idegen nyelveken, online és nyomtatott újságokban és szakfolyóiratokban. A jogtudomány területén elsősorban alkotmányjoggal kapcsolatban publikál. 2018 és 2020 között a Mandiner jogi ügyekkel foglalkozó, „Precedens” című rovatának rovatvezetője.

### Kötetei
- Ezer éve Európa közepén: A magyar állam karaktere. Budapest: Mathias Corvinus Collegium; (hely nélkül): Tihanyi Alapítvány. 2019.
- A magyar stratégiai gondolkodás egyszeregye. Budapest: Mathias Corvinus Collegium; (hely nélkül): Tihanyi Alapítvány. 2020.
- Magyarország, 2020: 50 tanulmány az elmúlt 10 évről. Szerk. Mernyei Ákos, Orbán Balázs. Budapest: MCC Press Kft. 2021.
- Der ungarische Staat: Ein interdisziplinärer Überblick. (németül) Szerk. Szalai Zoltán, Orbán Balázs. (hely nélkül): VS Verlag für Sozialwissenschaften, Springer Kiadó. 2021.
- Tabliczka mnożenia: Rzecz o węgierskim myśleniu strategicznym. Varsó: Wacłav Felczak Lengyel–Magyar Együttműködési Intézet. 2022.
- A magyar stratégiai gondolkodás egyszeregye. 2., jav. kiadás. Budapest: Mathias Corvinus Collegium. 2022.  ISBN 978-963-644-029-9
- Huszárvágás: A konnektivitás magyar stratégiája. Budapest: MCC Press. 2023.  ISBN 9789636440428 
  -  Hussar Cut – The Hungarian Way of Strategy (amerikai angol nyelven) ford.: Thomas Sneddon:. Budapest: MCC Press (2021. október 27.). ISBN 978-6156351135
  -  骠骑突击 – 匈牙利互联互通战略 (kínai nyelven) ford.: 孔元, 刘倬妍, 伦宁:. Peking: China Social Sciences Press (2024. november 1.). ISBN 9787522743264